# Kreuzberg (Bonn)
Der Kreuzberg ist eine 158 Meter hohe Landschaftserhebung im Stadtgebiet von Bonn. Seine Nord- und Westseite ist bewaldet. Er befindet sich in den Stadtteilen Poppelsdorf im Norden, Ippendorf im Süden, Endenich im Westen und Lengsdorf im Südwesten. Auf dem Gipfel befindet sich die Kreuzbergkirche, die im Jahre 1627 im Auftrag von Erzbischof und Kurfürst Ferdinand von Köln erbaut wurde und täglich besichtigt werden kann. Die Türme der Kirche sind von weiten Teilen Bonns und des Vorgebirges aus sichtbar.
Der Kreuzberg hat seinen Namen von einer Wallfahrtsstätte, an der das heilige Kreuz nachweislich schon im 15. Jahrhundert verehrt wurde. 1971 wurde der Name des Berges für die Gründung des Rotary-Clubs Bonn-Kreuzberg verwendet. Ebenso trägt die Kreuzbergschule in Bonn seinen Namen.

## Umgebung
Am Kreuzberg als nördlichster linksrheinischer Erhebung des Unteren Mittelrheingebiets und nördlicher linker Eckbastion des Godesberger Rheintaltrichters geht das Mittelgebirge, genauer die Kottenforstterrasse, in die Kölner Bucht über. Daher bietet der Kreuzberg einen weiten Überblick über das rund 100 Meter niedriger gelegene Stadtzentrum und die Nordstadt von Bonn. Wenige Meter nördlich der Kirche existiert ein Aussichtspunkt, von welchem aus man an den meisten Tagen im Jahr bis ins etwa 25 Kilometer entfernte Köln schauen kann. Der Kölner Dom und der Fernmeldeturm Colonius sind bei klarer Sicht mit bloßem Auge zu sehen. Nachts fällt vor allem das Lichtermeer der Raffineriewerke bei Wesseling am Horizont sowie der auffällig beleuchtete Hermann-Wandersleb-Ring in Bonn-Endenich auf. Um das Gelände der Kreuzbergkirche verläuft ein Wanderweg, der Verbindungswege zu allen benachbarten Stadtteilen besitzt. Am Nordhang des Kreuzbergs, in unmittelbarer Nähe der Kirche, befindet sich der Poppelsdorfer Friedhof. Auf diesem befinden sich einige alte und schmuckvolle Gräber sowie Grabstätten berühmter Personen.

## Ansichten

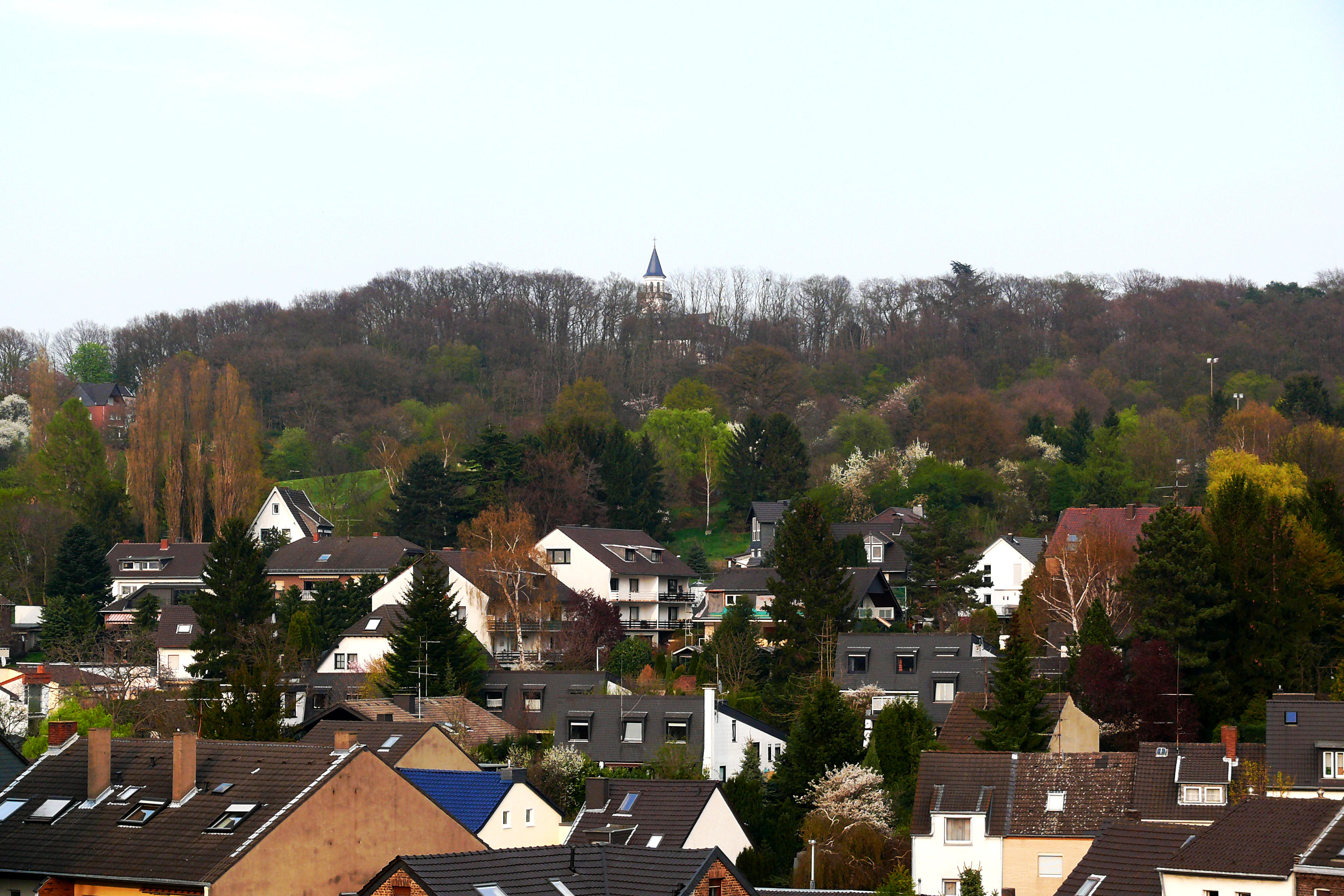
Kreuzberg aus Blickrichtung Lengsdorf
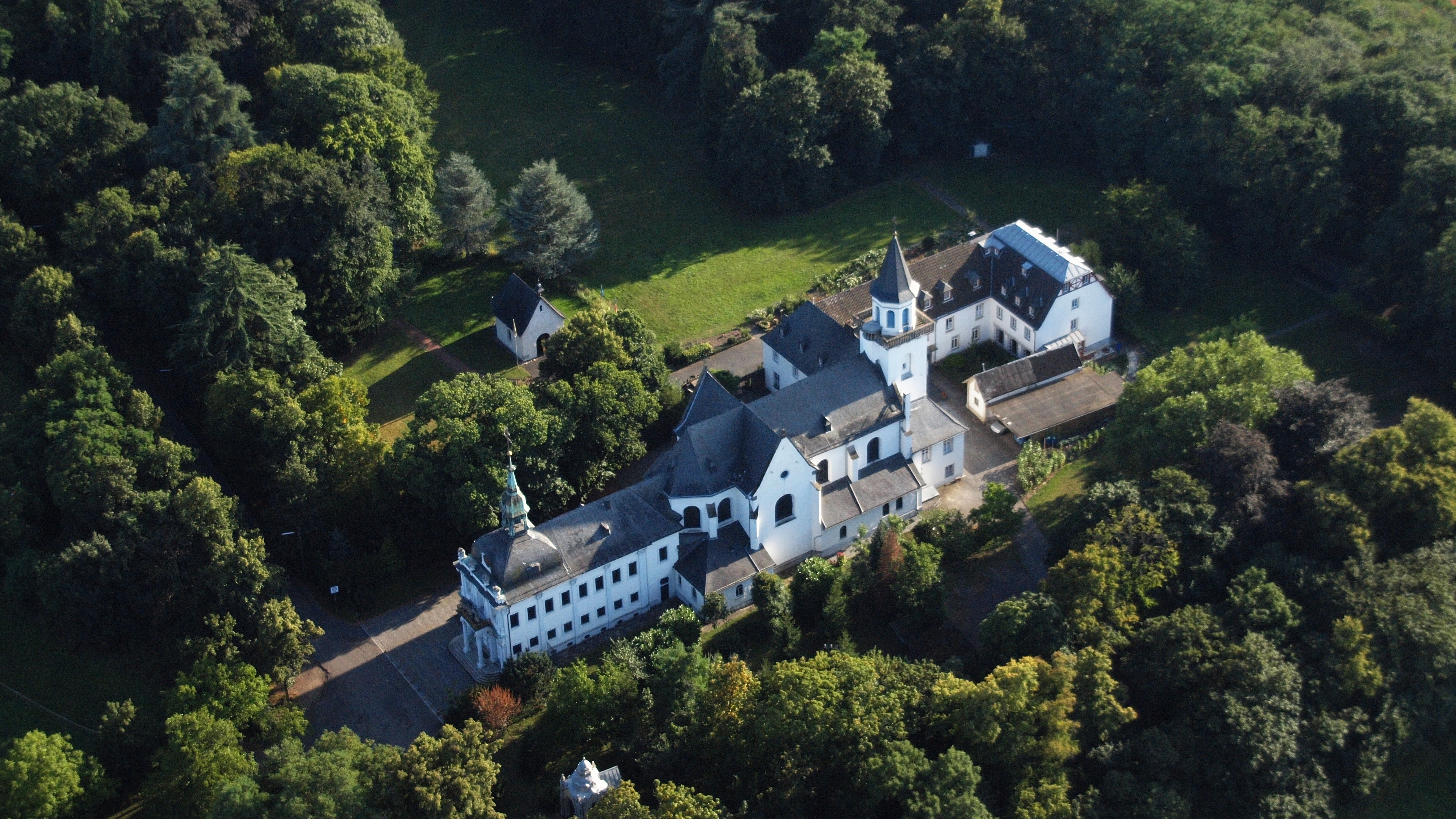
Luftaufnahme der Kreuzbergkirche